# Tête de femme (Jawlensky)
Pour les articles homonymes, voir Tête de femme.
Tête de femme ((de)Frauenkopf) est un tableau expressionniste du peintre franco-russe Alexej von Jawlensky, réalisé en 1912. Il appartient à la Nationalgalerie de Berlin depuis 1964.

## Description, technique  et couleur
Durant les dernières années de sa vie, Jawlensky a peint beaucoup de têtes, dans un style de plus en plus abstrait et simple. Il a été encouragé pour cela par Emil Nolde. 
Il écrit: « Cet été, [1911] a signifié pour moi un grand développement dans mon art. J'ai peint là mes meilleurs paysages et travaux figuratifs dans des couleurs très fortes et ardentes, absolument pas naturalistes et matérielles. J'ai utilisé beaucoup de rouge, de bleu, d'orange, de jaune cadmium, du vert d'oxyde de chrome. Les formes étaient très fortement profilées avec du bleu de prusse et puissantes à partir de leur extase intérieure dehors [...]. En 1912, s'est développé ce que j'avais commencé à Prerow. ».
((de)« Dieser Sommer [1911] bedeutete für mich eine große Entwicklung in meiner Kunst. Ich malte dort meine besten Landschaften und figurale Arbeiten in sehr starken, glühenden Farben, absolut nicht naturalistisch und stofflich. Ich habe sehr viel Rot genommen, Blau, Orange, Kadmiumgelb, Chromoxydgrün. Die Formen waren sehr stark konturiert mit Preußischblau und gewaltig aus einer inneren Ekstase heraus […]. 1912 entwickelte sich das weiter, was ich in Prerow angefangen hatte. »)
Avec ces tableaux, Jawlensky a surmonté le Fauvisme en partie décoratif pour se tourner vers l'Expressionnisme.
Angelica Jawlensky Biancony, la petite-fille du peintre, membre du Alexej von Jawlensky-Archives S. A. à Locarno, écrit sur les têtes de femmes et en particulier celle-ci qu'il s'agit « de la captation de la fascinante force primale féminine, du mystère de la beauté intérieure et de l'aura de l'être humain. »
Les têtes ont un nimbe coloré qui parfois entoure les épaules et qui n'est pas perçu comme une ombre.

## Parcours et expositions
Le tableau a été exposé en 1912/1913 au Premier salon d'automne allemand à Berlin (Herwarth Waldens). À partir de 1919, il a appartenu à un collectionneur à Heidelberg puis a été acheté en 1964 par Nicola Moufang pour l'ex Galerie du 20e siècle de Berlin et en 1968 a intégré la Neue Nationalgalerie qui venait d'être achevée. Expositions
- 1961 : La Tempête à Berlin
- 1967 : l'Art Allemand à Berlin, Montréal
- 1971 : de menselijke figuur in de kunst 1910-1960, Malines, 1971
- 1981 : Jawlensky, Städtische Galerie im Lenbachhaus de Munich ; Staatliche Kunsthalle Baden-Baden
- 1988 : Stationen der Moderne de Berlin, au Martin-Gropius-Bau
- 1989 : Alexej Jawlensky, Pinacoteca Comunale Casa Rusca, Locarno, puis en 1989/90 à la Kunsthalle de Emden
- 1992 : l'Art en Allemagne, Berlin
- 1998 : Alexej von Jawlensky. Reisen Freunde Wandlunge, Musée am Ostwall, Dortmund
- 2012/13 : (de) De l'empire russe à l'époque soviétique – Russes & Allemand – 1000 ans d'art, d'histoire et de culture Neues Museum de Berlin[3]

- Matériel pour les Arts, sur grin.com
- Pédagogique, Site internet de la Nouvelle galerie nationale : Matériaux pour les Écoles de la neue Nationalgalerie (PDF, page 11).
- Kolia Kohlhoff : L'Ancienne et la Nouvelle galerie nationale de Berlin. Nicolaische Verlagsbuchhandlung, Berlin, 2004,  (ISBN 978-3-89479-134-6).